# 什么是数学？
《什么是数学？》（英語：What Is Mathematics?）是理查德·柯朗与赫伯特·罗宾斯合著的一本数学科普书籍，1941年由牛津大学出版社出版。